# Karst

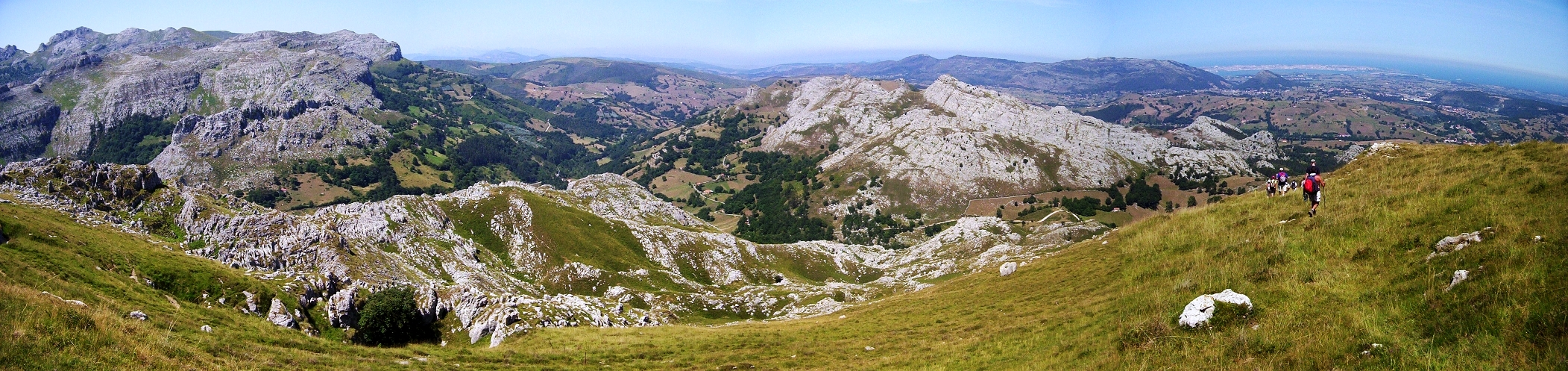
Paisaje kárstico en el valle del Miera (Cantabria, España).

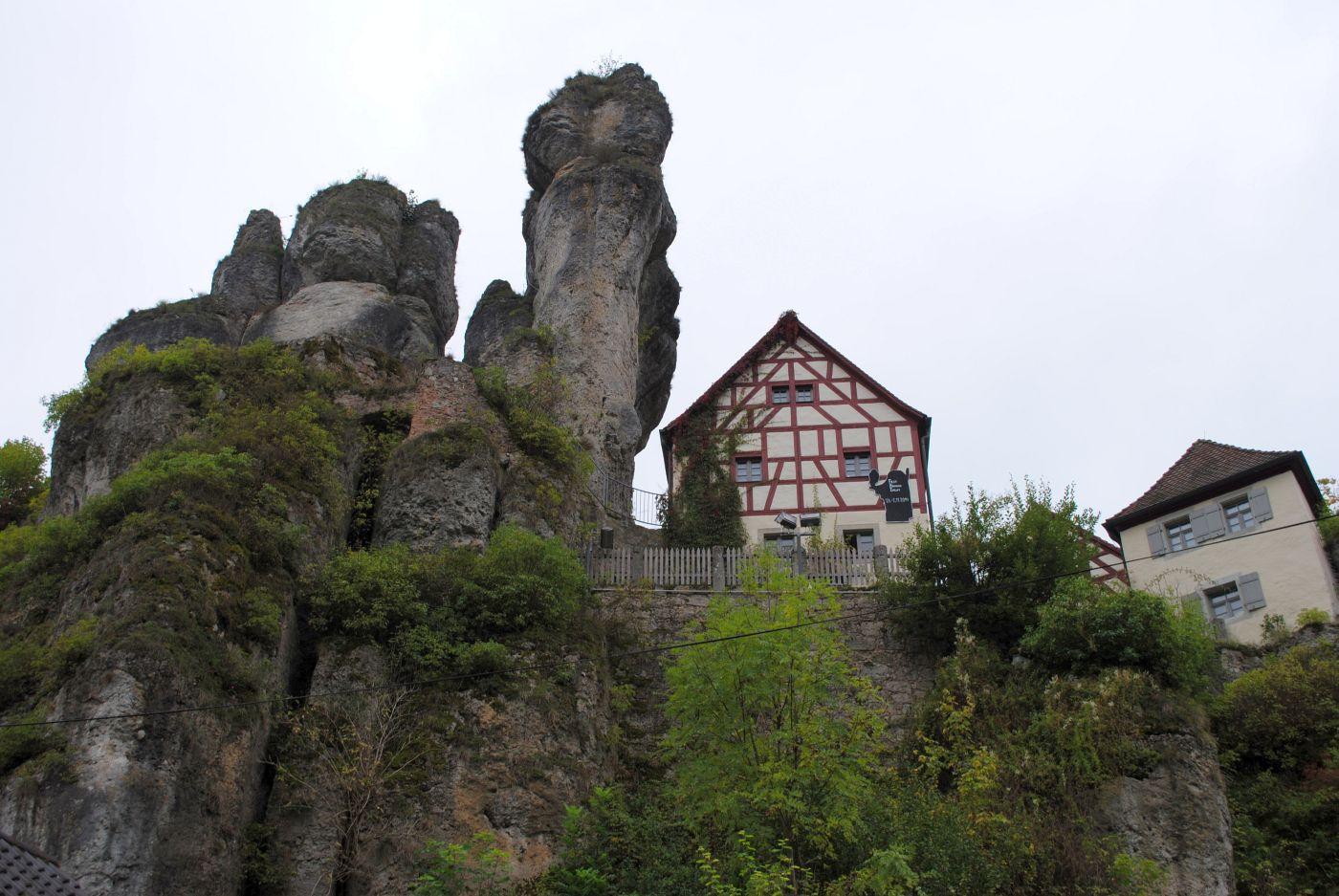
Típicas formaciones rocosas de la Suiza Francona, sur de Alemania.

Con el nombre de karst, relieve kárstico, relieve cárstico, carst, carsto o carso (procedente de Karst, 'Kras', nombre alemán de la región italo-eslovena de Carso) se conoce a una forma de relieve originada por meteorización química de determinadas rocas, como la caliza, dolomía, yeso, etcétera, compuestas por minerales solubles en agua. Se denominan ciencias del karst al conjunto de las disciplinas que lo investigan.
Se caracteriza por poljés en la superficie y sistemas de drenaje con sumideros y cuevas en el subsuelo. También se ha documentado para rocas más resistentes a la meteorización, como la cuarcita, dadas las condiciones adecuadas. El drenaje subterráneo puede limitar el agua superficial, con pocos o ningún río o lago. En regiones donde el lecho rocoso disuelto está cubierto (tal vez por escombros) o confinado por uno o más estratos rocosos no solubles superpuestos, los rasgos kársticos distintivos pueden darse sólo en niveles subsuperficiales y pueden faltar totalmente en la superficie.
El estudio del paleokarst (karst enterrado en la columna estratigráfica) es importante en geología del petróleo porque hasta el 50% de las reservas de hidrocarburos del mundo están alojadas en roca carbonatada, y gran parte de ellas se encuentran en sistemas kársticos porosos.

## Etimología
La palabra «karst» proviene de Carso/Kras, región italo-eslovena de mesetas calcáreas de una configuración característica. El nombre fue germanizado en «Karst», cuando el país estuvo incorporado al Imperio austrohúngaro.
El concepto de karst fue introducido en 1893 por el geógrafo serbio, especializado en geomorfología, Jovan Cvijić en su libro Das Karstphänomen.
Según la Real Academia Española se utiliza el adjetivo kárstico para referirse al relieve que nos atañe, aunque se acepta también la forma cárstico.

## Estudios tempranos

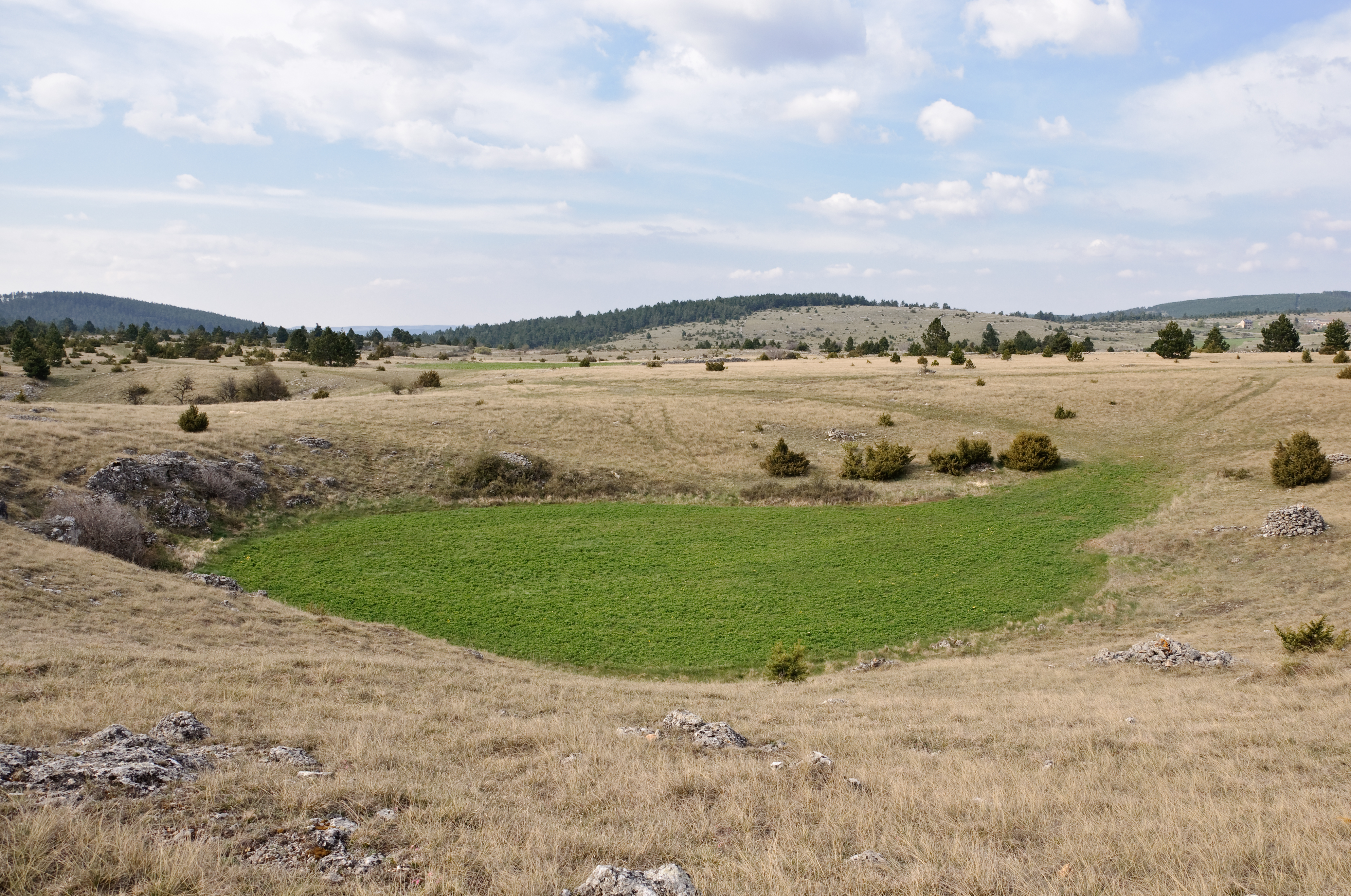
Dolina en las causse de Sauveterre, Lozère, Francia

Johann Weikhard von Valvasor, pionero del estudio del karst en Eslovenia y miembro de la Royal Society, Londres, introdujo la palabra karst entre los eruditos europeos en 1689 para describir el fenómeno de las corrientes subterráneas de los ríos en su relato del lago Cerknica.
Jovan Cvijić hizo avanzar enormemente el conocimiento de las regiones kársticas, tanto que llegó a ser conocido como el «padre de la geomorfología kárstica». La publicación de Cvijić Das Karstphänomen, de 1893, trata principalmente de las regiones kársticas de los Balcanes y describe formas del relieve como karren,  dolinas y poljes. En una publicación de 1918, Cvijić propuso un modelo cíclico para el desarrollo del paisaje kárstico. La hidrología kárstica surgió como disciplina a finales de los años cincuenta y principios de los sesenta en Francia. Anteriormente, las actividades de los exploradores de cuevas, llamados  espeleólogos, habían sido desestimadas como un deporte más que como una ciencia, por lo que las cuevas kársticas subterráneas y sus cursos de agua asociados estaban, desde una perspectiva científica, poco estudiados.

## Morfología

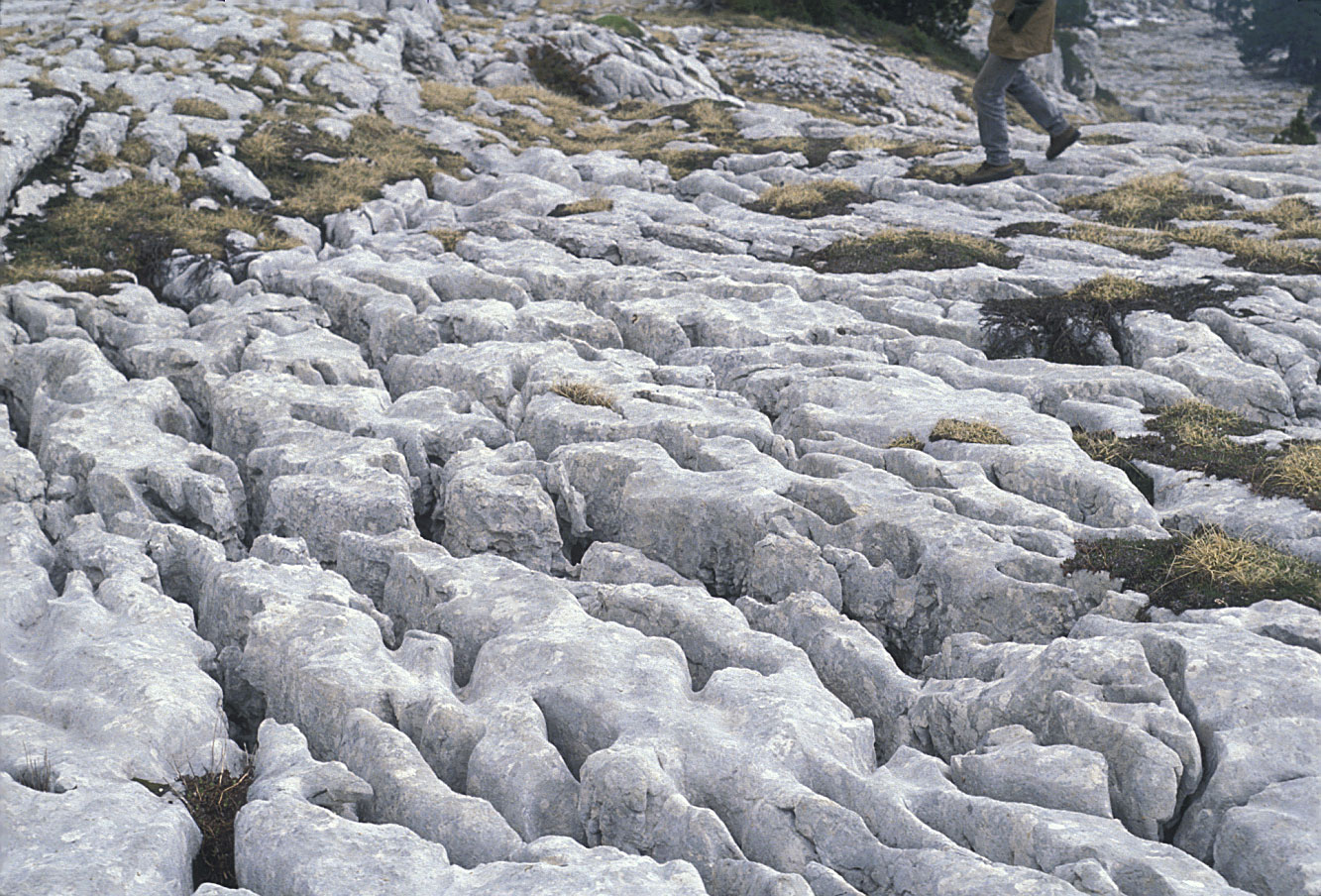
Pavimento calizo en Dent de Crolles, Francia

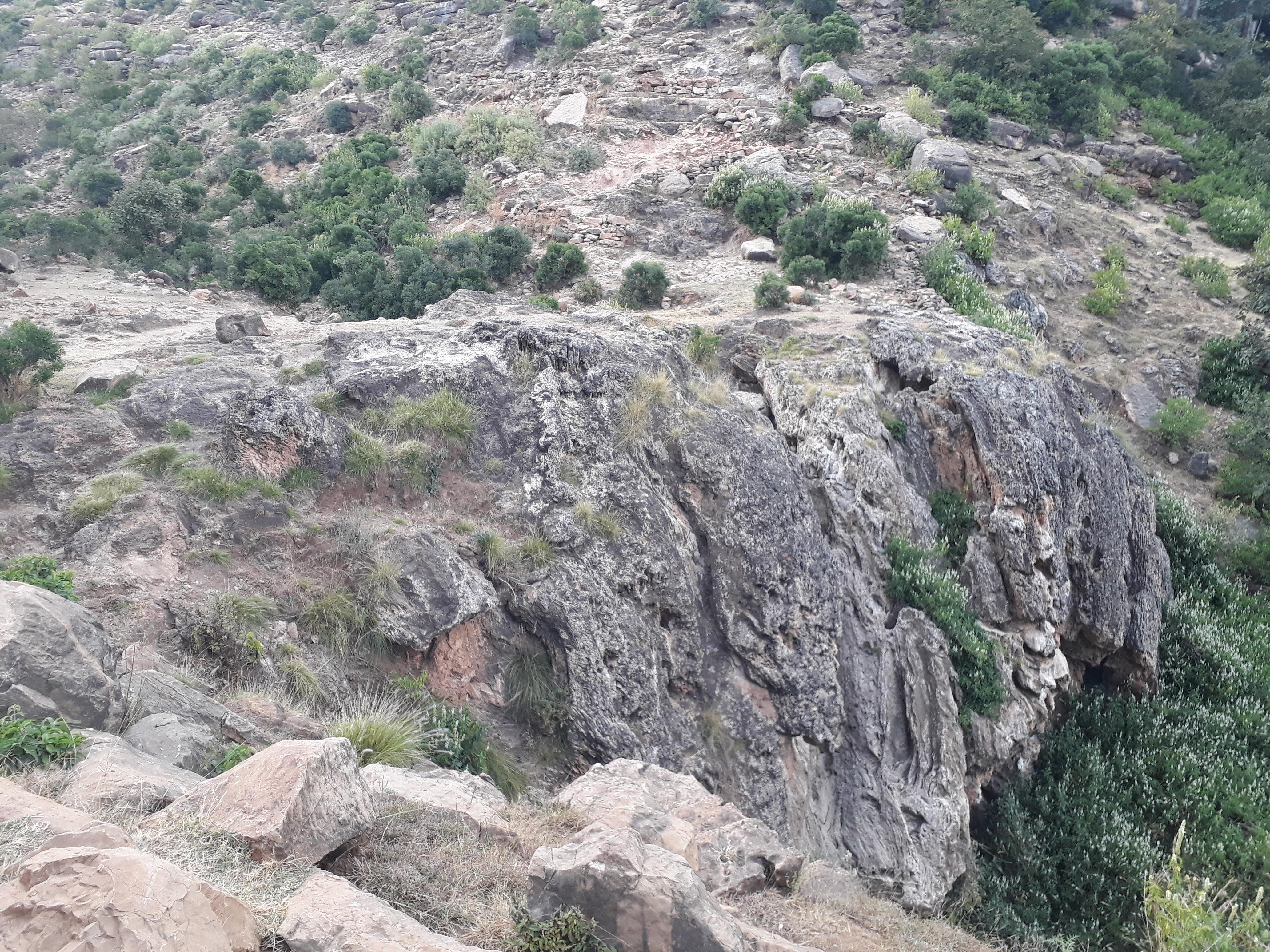
Rubaksa tapón de toba en Etiopía

La karstificación de un paisaje puede dar lugar a una variedad de rasgos a gran o pequeña escala, tanto en la superficie como en el subsuelo. En las superficies expuestas, los rasgos pequeños pueden incluir estrías de disolución (o rillenkarren), túneles,  pavimentos calizos (clints y grikes), kamenitzas denominadas colectivamente karren o lapiez. Los rasgos superficiales de tamaño medio pueden incluir sumideros o cenotes (cuencas cerradas), pozos verticales, foibas (sumideros en forma de embudo invertido), arroyos que desaparecen y manantiales kársticos que reaparecen. Los accidentes a gran escala pueden incluir  pavimento calizos, poljes y valles kársticos. Los paisajes kársticos maduros, en los que se ha eliminado más roca madre de la que queda, pueden dar lugar a torres kársticas, o pajar/huevero. Bajo la superficie pueden formarse complejos sistemas de drenaje subterráneo (como acuíferos) y extensos sistemas de cuevas y cavernas.
La erosión a lo largo de las costas calizas, sobre todo en los trópicos, produce una topografía kárstica que incluye una superficie de makatea afilada por encima del alcance normal del mar, y socavones que son en su mayoría el resultado de la actividad biológica o bioerosión en o un poco por encima del nivel medio del mar. Algunas de las más espectaculares de estas formaciones pueden verse en la Bahía de Phang Nga en Tailandia y en la Bahía de Ha-Long en Vietnam.
El carbonato cálcico disuelto en el agua puede precipitar allí donde el agua vierte parte de su dióxido de carbono disuelto. Los ríos que nacen en manantiales pueden producir terrazas de  toba, formadas por capas de calcita depositadas durante largos periodos de tiempo. En las cuevas, la deposición de carbonato cálcico y otros minerales disueltos forma una serie de elementos denominados espeleotemas.

## Karstificación
El relieve de estas zonas está condicionado principalmente por la disolución de las rocas; es lo que se llama «karstificación». Las reacciones químicas responsables de la disolución de los carbonatos son las siguientes:
- Disolución del dióxido de carbono:

CO2 + H2O ↔ H2CO3
- Disociación acuosa del ácido carbónico:

H2CO3 + H2O → H3O+ + HCO3-
- Ataque ácido de carbonatos («calcáreos»):

H3O+ + CaCO3 ↔ Ca2+ + HCO3- + H2O
- Ecuación de balance:

CO2 + H2O + CaCO3 ↔ Ca2+ + 2 HCO3-
Se observa que el contenido de hidrogenocarbonato, un átomo de carbono proviene de la matriz de calcárea y el otro proviene del dióxido de carbono (principalmente de origen biogénico ya que la concentración de este último en el suelo es mucho mayor que en la atmósfera). Estas dos fuentes también son diferenciables por sus niveles de isótopos de carbono (segregación de carbono 13 en los seres vivos).
La disolución y por lo tanto la formación del relieve kárstico, se ve favorecida por:
- La abundancia de agua;
- La concentración de CO2 en el agua (que aumenta con la presión);
- La baja temperatura del agua (cuanto más fría este el agua, más cargada estará de CO2);
- Los seres vivos (que emiten CO2 en el suelo por la respiración, lo que aumenta considerablemente su contenido);
- La naturaleza de la roca (fracturaciones, composición de los carbonatos, etc.);
- El tiempo de contacto agua-roca.

Una región fría, húmeda y calcárea, por tanto, es más propensa a desarrollar un relieve kárstico. Sin embargo, se encuentra este relieve en toda la Tierra, tanto en regiones cálidas como húmedas.

## Proceso de erosión kárstica

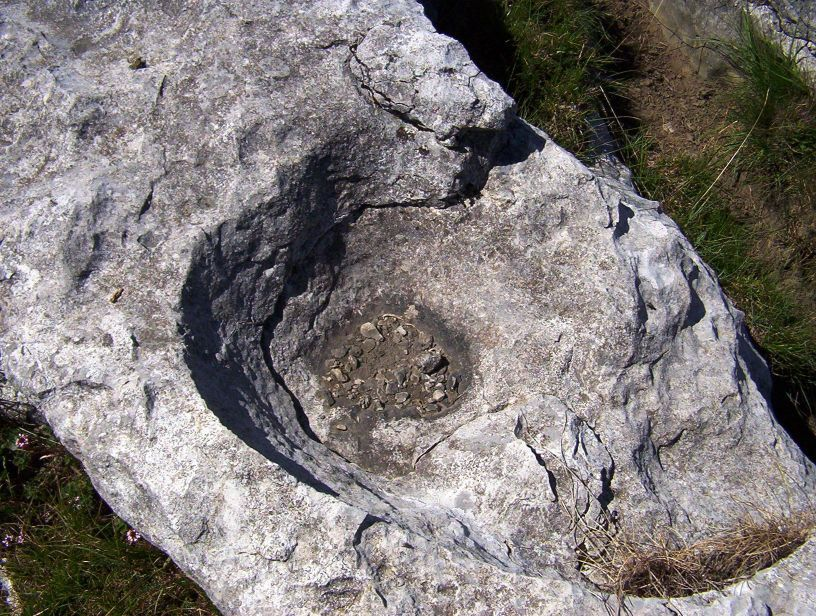
El agua y los cantos rodados se acumulan en las líneas o lugares de debilidad de la roca caliza y disuelven el carbonato cálcico. En este caso se trata de lo que en geomorfología fluvial se denomina marmita de gigante.

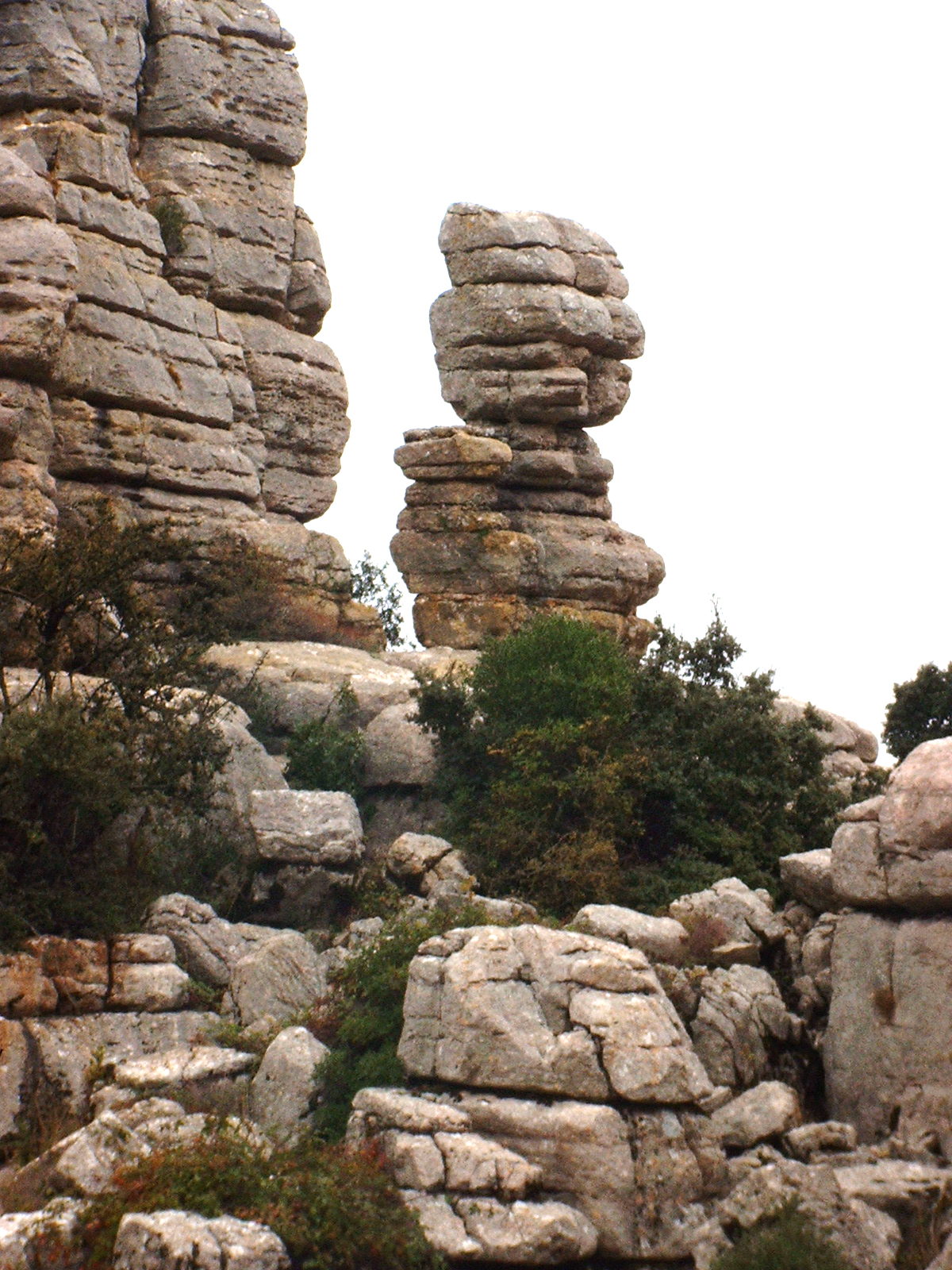
El Torcal (Antequera).

Un karst se produce por disolución indirecta del carbonato cálcico de las rocas calizas debido a la acción de aguas ligeramente ácidas. El agua se acidifica cuando se enriquece en dióxido de carbono, por ejemplo, cuando atraviesa un suelo y reacciona con el carbonato, formando bicarbonato, que es soluble. Hay otro tipo de rocas, las evaporitas, como por ejemplo el yeso, que se disuelven sin necesidad de aguas ácidas. Las aguas superficiales y subterráneas van disolviendo la roca y creando galerías y cuevas que, por hundimiento parcial, forman dolinas y, por hundimiento total, forman cañones.
Existen otras muchas formas kársticas, según si estas formas se producen en superficie o por el contrario son geomorfológicas que aparecen en cavidades subterráneas. En el primer caso se denominan exokársticas:
- Lapiaces o lenares, son surcos o cavidades separados por tabiques más o menos agudos. Los surcos se forman por las aguas de escorrentía sobre las vertientes o sobre superficies llanas con fisuras.
- Dolinas o torcas son depresiones (no más de la hectárea) formadas en los lugares donde el agua se estanca. Pueden tener formas diversas y unirse con otras vecinas, formando uvalas (más de la hectárea).
- Poljés son grandes depresiones (centenares a miles de hectáreas) alargadas de fondo horizontal enmarcadas por vertientes abruptas. Están recorridos total o parcialmente por corrientes de agua, que desaparecen súbitamente por sumideros o pozos y continúan circulando subterráneamente. Han sido formados por la interacción y suma de numerosas uvalas y dolinas.
- Gargantas son valles estrechos y profundos, causados por los ríos.
- Cuevas se forman al infiltrarse el agua. Suelen formarse estalactitas a partir del agua, rica en carbonato cálcico, que gotea del techo, y estalagmitas a partir del agua depositada en el suelo.
- Simas son aberturas estrechas que comunican la superficie con las galerías subterráneas.
- Ponors son aperturas de tipo de portal donde una corriente superficial o lago fluye total o parcialmente hacia un sistema de agua subterránea.

En el segundo caso se llaman endokársticas: (simas, sumideros, sifones, foibas, etc.).

### Formación de estalactitas y estalagmitas
Cuando el agua, cargada de gas y piedra caliza disuelta en forma de bicarbonato cálcico, llega a una cavidad más grande que las fisuras por las que ha pasado (fisuras y diaclasas causadas por los movimientos tectónicos o por la crioclastia en superficie, por ejemplo), puede evaporarse lentamente y las sales disueltas en el agua llegan a cristalizarse en determinadas circunstancias, por ejemplo, al gotear desde el techo de una cueva hacia el suelo, formando estalactitas en el techo, estalagmitas en el suelo, columnas cuando estas dos formas llegan a unirse o, si se estanca en una cavidad, se pueden formar geodas.

## Zonas del aparato kárstico
- Zona de absorción: zona superficial por donde penetra el agua;
- Zona vadosa: el agua circula verticalmente;
- Zona freática: zona profunda donde circula permanentemente el agua;
- Zona epifreática: situada entre la vadosa y la freática, sufre inundaciones periódicas.

## Ejemplos de zonas kársticas

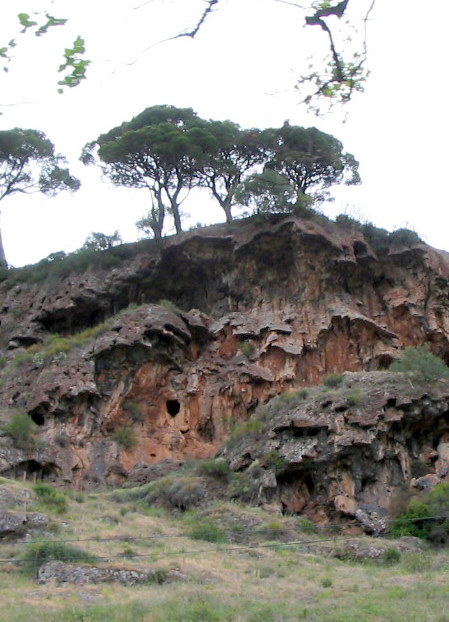
Formación de rocas en ambiente kárstico: edificio tobáceo (actualmente inactivo, lo que permite ver su estructura interna) en la Peña de Arias Montano (Alajar, Huelva).

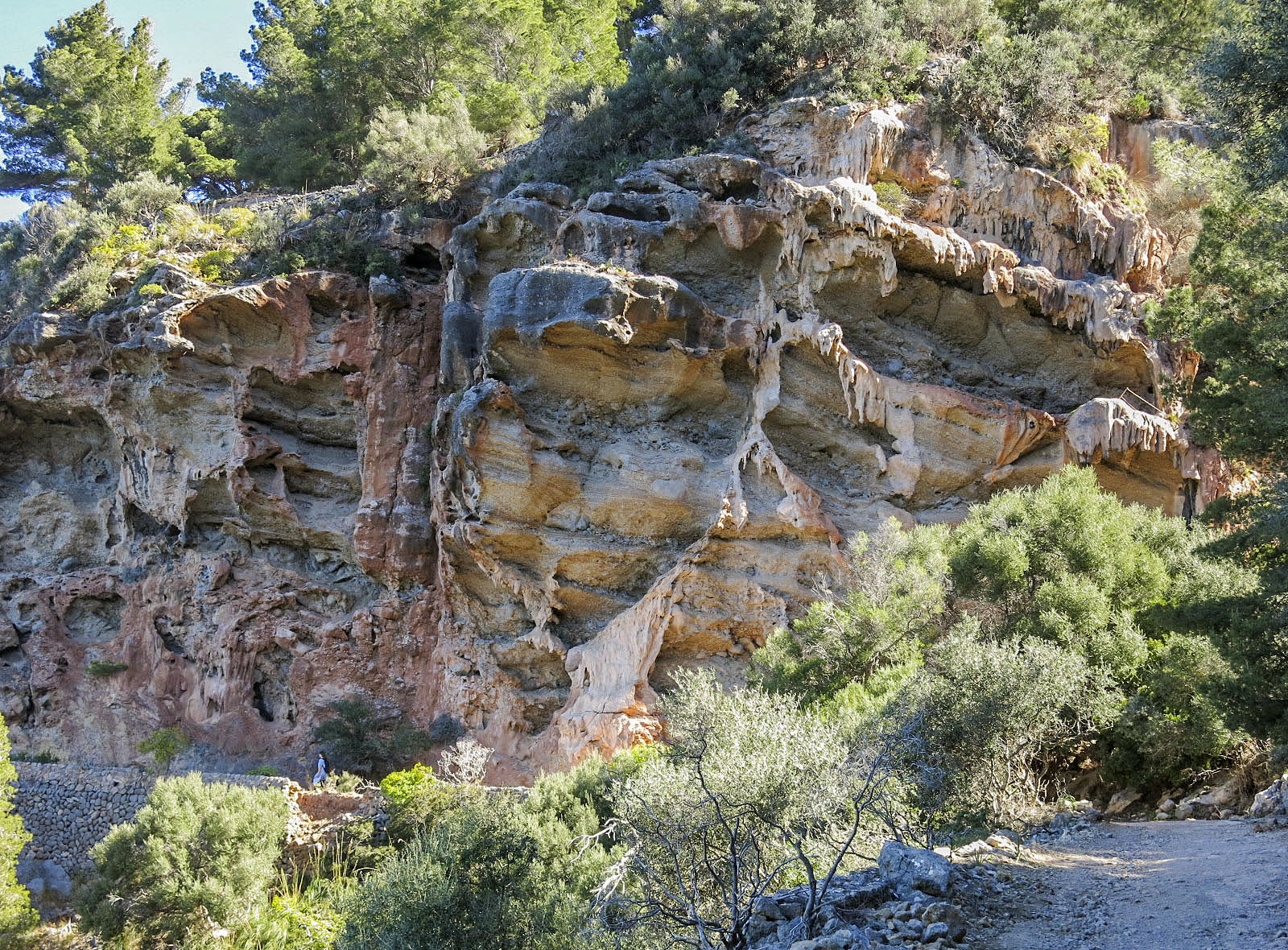
Zona kárstica de la Sierra de Tramontana de Mallorca

La región con la mayor densidad de formaciones kársticas es la Suiza Francona, en el Jura Francón septentrional (estado de Baviera, al sur de Alemania). También su muy común en otras regiones extraalpinas del sur alemán, como el Jura suabo.
En España este tipo de relieve está ampliamente representado en la denominada España caliza. Ejemplos de paisajes kársticos sobre calizas en la península ibérica son el Torcal de Antequera (Málaga), Cerro del Hierro (Sevilla), el Macizo de Cabra en la Subbética Cordobesa, la Sierra de Grazalema (Cádiz), yacimiento paleontológico de Quibas en Abanilla (Murcia), el Monasterio de Piedra en Zaragoza, la Ciudad Encantada en Cuenca, el Macizo de Larra en Navarra o el Valle del Rudrón (Burgos).
Ejemplos de modelado kárstico sobre yesos existen en el valle del Ebro, en Sorbas (Almería), el Túnel del Sumidor en Vallada (Valencia) o el parque natural de los Calares del Río Mundo y de la Sima en la provincia de Albacete.
También en Mallorca, en la Sierra de Tramuntana, por ejemplo en la zona de La Calobra.
Este relieve puede apreciarse también en las grutas de Cacahuamilpa, en el estado de Guerrero en México. El Karst de Moravia se encuentra ubicado al norte de la ciudad de Brno, en la República Checa.
El colapso de sistemas kársticos puede dar lugar a paisajes kársticos muy característicos, abundantes en la región de Pinar del Río de Cuba (llamados mogotes) o en la región kárstica del sur de China. Estos mogotes son pequeñas montañas muy escarpadas que restan de la topografía anterior a la erosión kárstica.
Cuando el agua superficial erosiona las rocas situadas por encima de las aguas subterráneas, puede provocar el hundimiento del techo de la gruta y dejarla al descubierto. Estas formaciones son características de la península de Yucatán y reciben el nombre de cenotes; otros rasgos geomorfológicos kársticos se aprecian también en otras localidades del sureste de México.